# Łysa Pałka
Łysa Pałka (475 m) – skaliste wzgórze na Wyżynie Częstochowskiej, w obrębie wsi Ryczów w województwie śląskim, w powiecie zawierciańskim, w gminie Ogrodzieniec{.
Wzgórze wznosi się po północnej stronie drogi łączącej miejscowości Ryczów i Żelazko. Jego podnóżami prowadzi gruntowa droga. Wzgórze jest bezleśne, skalisto-trawiaste, o stromych stokach i płaskiej, rozległej platformie szczytowej. Na zboczach i szczycie sterczą pojedyncze skały. Wzgórze jest dobrym punktem widokowym. Rozciąga się z niego panorama obejmująca cały horyzont. W zboczach znajduje się Schronisko w Łysej Pałce{.
Najwybitniejsza ze skał Łysej Pałki to Pancernik wznoszący się w lesie po zachodniej stronie wzgórza. Ma pionowe i częściowo przewieszone ściany. Wspinacze skalni przeszli na nim 11 dróg wspinaczkowych o trudności od IV+ do VI.5 w skali trudności Kurtyki.

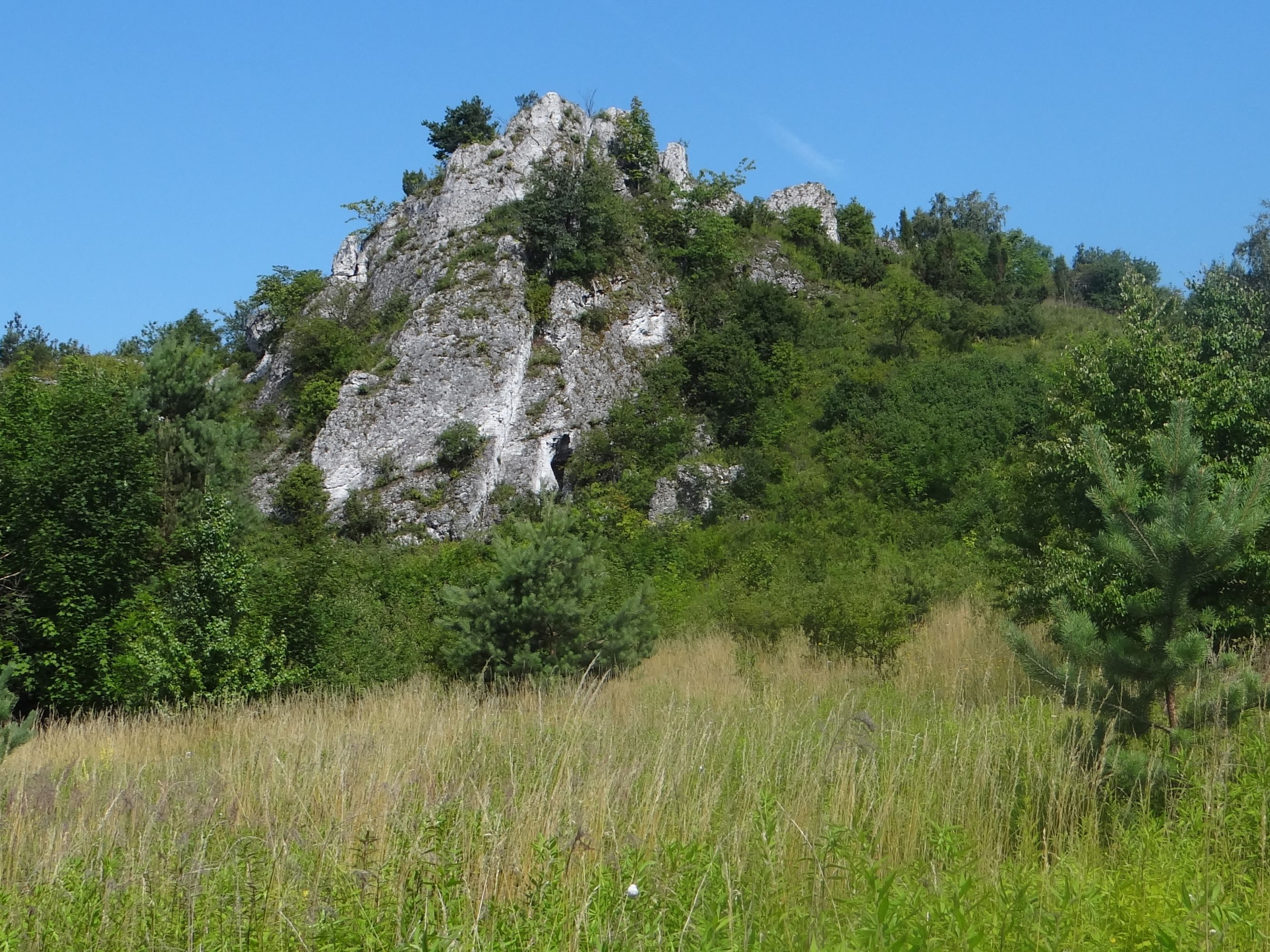
Wzgórze od południa
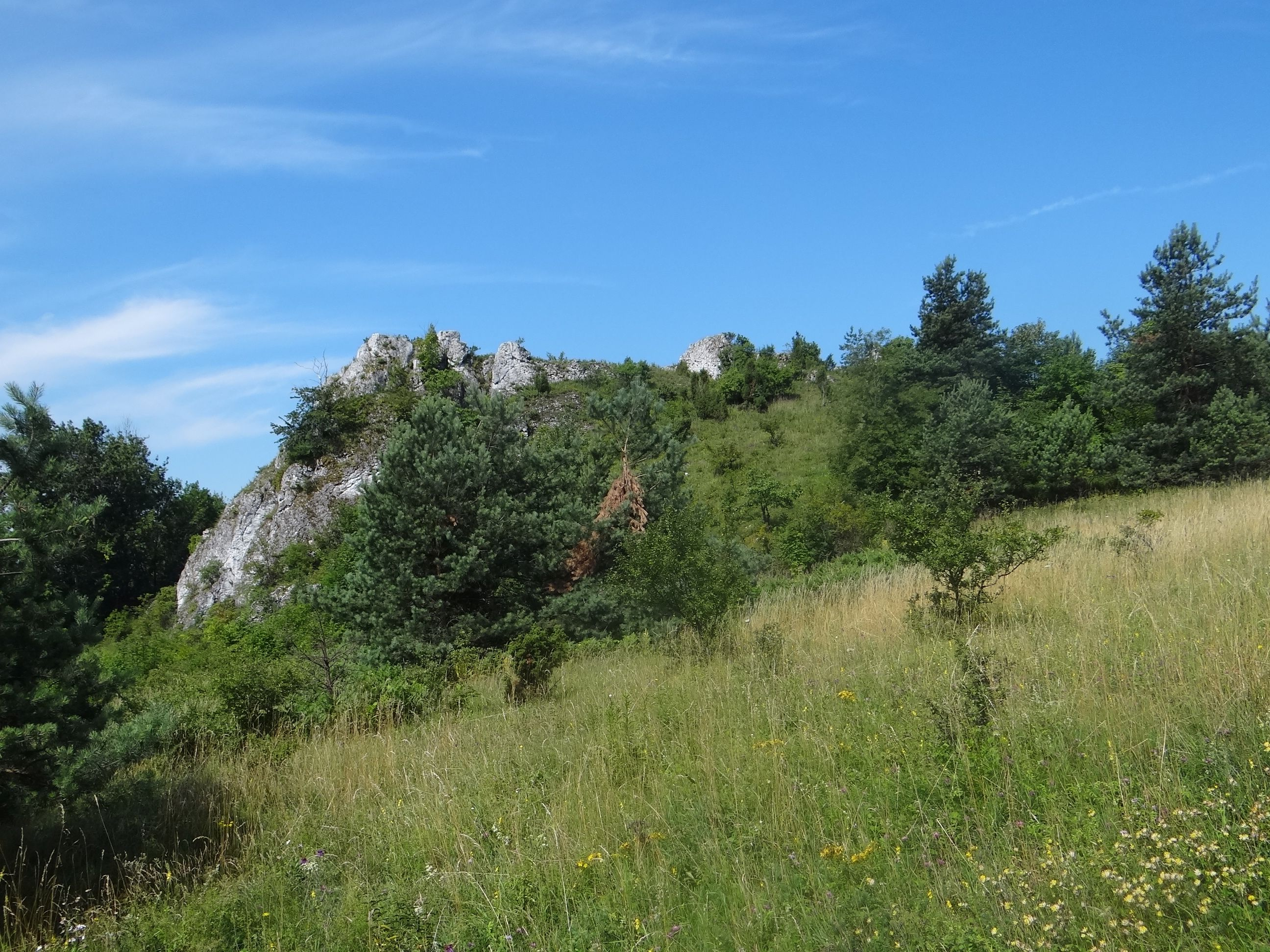
Wzgórze od wschodu
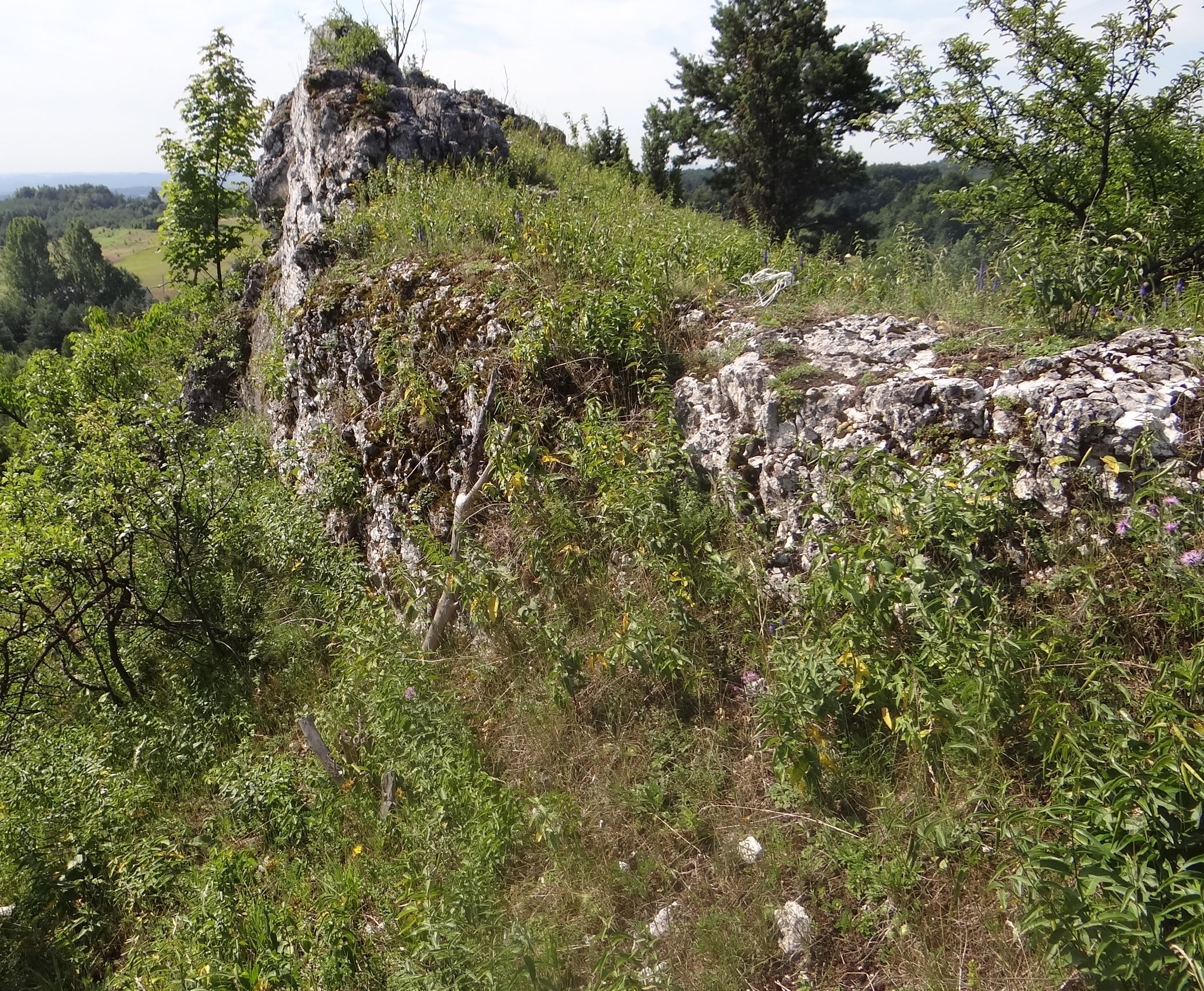
Wzgórze od północy
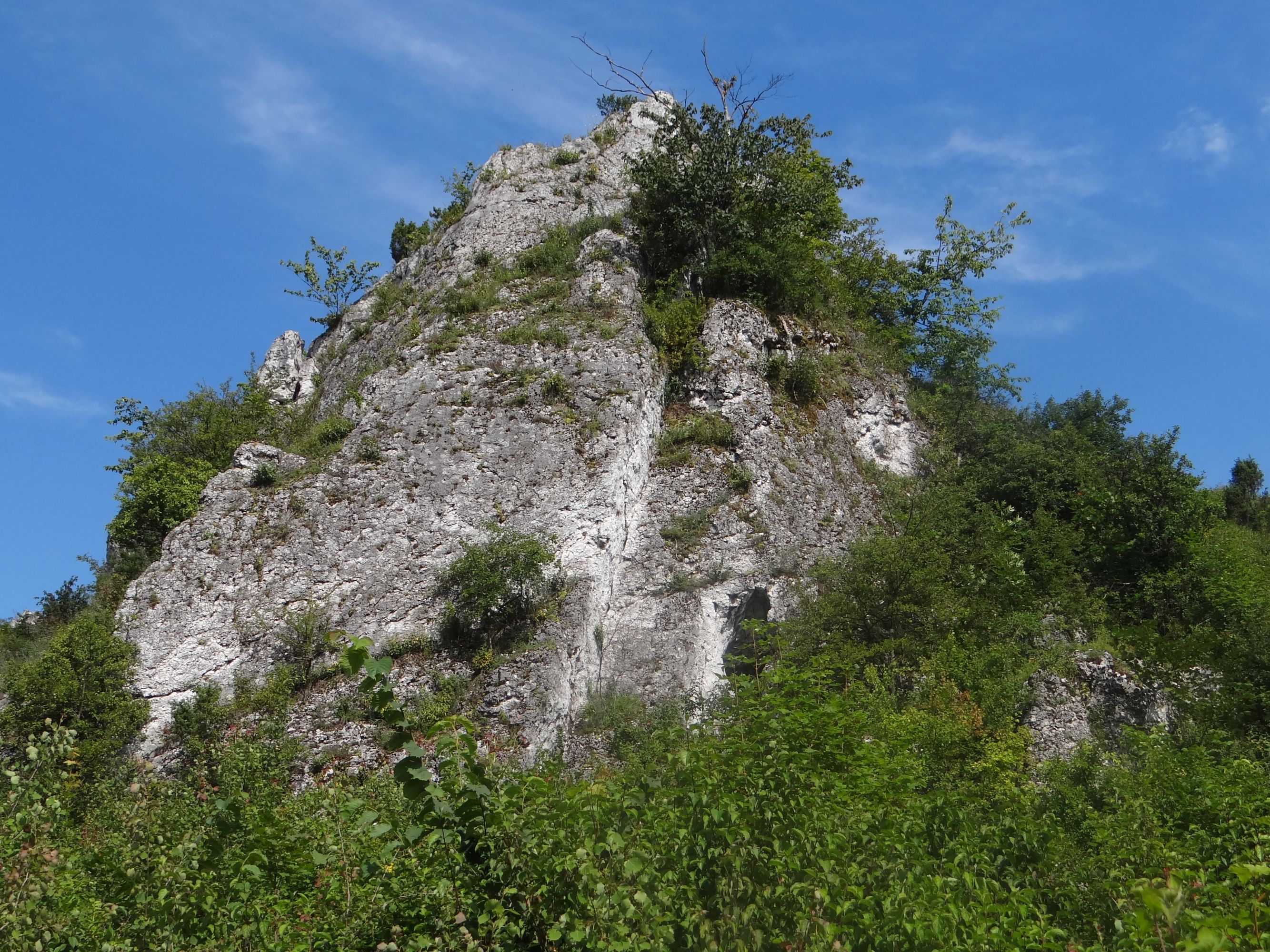